# Reteporella beaniana
Reteporella beaniana is een mosdiertjessoort uit de familie van de Phidoloporidae. De wetenschappelijke naam van de soort werd, als Retepora beaniana, voor het eerst geldig gepubliceerd in 1846 door King.

## Beschrijving
Reteporella beaniana is een koloniale mosdiertjessoort die witte of roze kolonies bouwt in de vorm van een kopje, een boom of een opgevouwen vel. Ze worden zelden groter dan 3 cm hoog en 5 cm breed. Op de R. beaniana worden vaak zeeslakken en zeespinnen waargenomen.

## Verspreiding
Reteporella beaniana is geregistreerd langs de Atlantische kusten van Europa, van Spanje tot Noorwegen. Ze geven de voorkeur aan hard substraat en aan blootgestelde locaties, meestal dieper dan 20 meter.